# Resistance 2
Resistance 2 es un videojuego que pertenece al género de acción en primera persona, desarrollado por Insomniac Games y distribuido oficialmente por Sony Computer Entertainment, exclusivamente para la consola PlayStation 3. Fue puesto en venta oficialmente en Norteamérica el 4 de noviembre de 2008, y el 28 de noviembre del mismo año en el continente europeo. Resistance 2 es la secuela de Resistance: Fall of Man, que había sido puesto a la venta en el año 2006. El juego ha recibido críticas positivas, y ha vendido, aproximadamente, alrededor de 3 millones de copias en todo el mundo.[cita requerida]
Resistance 2 muestra nuevamente a la figura de Nathan Hale, quien emprende una nueva batalla contra la amenaza de las quimeras, esta vez en el continente americano, después que el personaje hubiera afrontado la invasión quimera en Gran Bretaña.
El juego nos sitúa en una distopía donde la Segunda Guerra Mundial no tuvo lugar, pero que otra tragedia incluso mayor azotó al mundo. Las quimeras, una raza que surgió en Rusia y que arrasó Europa en el año 1949, llega ahora a los Estados Unidos dispuesta a conquistar el continente americano.

## Modos de juego
Resistance 2 presenta una campaña para un solo jugador, con el jugador que controla al protagonista Nathan Hale. El juego incluye muchas de las armas de Resistance: Fall of Man, así como nuevas armas como el "Marksman" y una mini arma llamada "HVAP (High Velocity Armor Piercing) Wraith". Las armas son una mezcla de tecnología humana de los años 50 y tecnología alienígena mucho más avanzada. A diferencia del primer videojuego, donde no había límite en la cantidad de armas que portaban, Resistance 2 limitó al jugador a solo dos armas en un momento dado, así como a un número más limitado de granadas. Resistencia 2 tampoco usa una barra de salud en la campaña para un jugador como lo hizo en la primera, sino que usa un sistema de salud regenerativa automática, por el cual los jugadores deben mantenerse fuera de la línea de tiro para recuperar la salud.

### Campaña
En este modo el jugador toma el control de Nathan Hale. Solamente puede participar un solo jugador. A diferencia de su antecesor, en donde el jugador podía llevar consigo un arsenal de armas, en Resistance 2 quien juegue el modo campaña solamente podrá utilizar 2 armas simultáneamente, pudiendo recoger del suelo gran variedad de armas nuevas, como la Marksman, Cañón Pulse, Bellock, Wraith, entre otras.
Otro cambio respecto a la campaña es que en Resistance 2 no hay barra de energía, en su lugar el jugador se encuentra con un sistema de salud regenerativo, el cual a medida que se encuentre fuera del alcance de los disparos enemigos, su salud siempre se mantendrá a tope.

### Modo Competición o modo en línea
La cantidad de jugadores pasa de 40 a 60. El jugador ya no cuenta con la posibilidad de situarse en el pelotón que desee, sino que antes de comenzar la partida, el sistema lo incluye automáticamente dentro de un pelotón determinado de no más de 5 personas.
Resistance 2 cuenta con distintos modos de juegos:
- Duelo: gana el jugador que logre matar más jugadores en la partida.

- Duelo en equipo: gana el equipo que logre matar más jugadores del equipo contrario.

- Control de núcleo: gana el equipo que logre más capturas de núcleos de la base enemiga durante un tiempo determinado, este modo de juego presenta una dinámica igual a los ya presentados en otros títulos llamado "captura la bandera".

- Escaramuza: el equipo victorioso será el que logre concretar más objetivos con éxito, estas misiones giraran entornos a unas balísticas de transportes, los objetivos más frecuentes son defender y capturar estas balísticas de transporte dispersa por el mapa. Además, el jugador se encuentra ante el objetivo de asesinar o proteger a otro jugador de su equipo que el sistema designa como "objetivo prioritario". Son las más divertidas.

### Modo Cooperativo
En este modo se juega una campaña con una historia distinta pero entrelazada con la de Hale. El número de jugadores es de 2 en pantalla partida o de hasta 8 jugadores en línea. El jugador puede elegir entre ser:
- Soldado: Su tarea prioritaria es eliminar tantas quimeras como sea posible y suministrar mediante un escudo cobertura tanto para sí mismo como para sus compañeros.

- Operaciones Especiales: Su tarea principal es suministrar munición a sus compañeros.

- Médico: La tarea principal aquí será suministrar vida a tus compañeros mediante un cañón de energía (Phoenix).

Cuanta mayor experiencia tenga el jugador, mayor será la diversidad de armas que podrá utilizar como arma secundaria. Así mismo como los berserker, además en este modo se puede obtener "materia gris", con la cual es posible comprar mejoras de armas y de armaduras.

## Argumento
La acción se sitúa justo a continuación del epílogo de Resistance: Fall of Man. Un confuso Hale es trasladado en una VTOL por el comandante Richard Blake a una base militar en Islandia. Blake es el comandante de las Special Research Projects Administration (SRPA), las fuerzas de élite estadounidenses en la lucha contra las quimeras. De camino a la base, son atacados por las quimeras y se ven obligados a descender. Blake tiene que liberar a Daedalus, líder de las fuerzas quimera, en un intento desesperado por detener el ataque.
Hale es trasladado a una base en San Francisco, donde será integrado en los Centinelas como parte del Proyecto Abraham, orquestado por el doctor Fiódor Malikov, cuyo propósito es crear soldados potenciados mediante el virus quimera. Dos años después, Hale es el teniente y comandante del Equipo Echo de los Centinelas, compuesto por el sargento Warner, el cabo Capelli y el especialista Hawthorne.
En 1953, las quimeras lanzan su invasión sobre los Estados Unidos. Hale se hallaba en la base de San Francisco, evacuada a toda prisa tras el ataque. Las fuerzas quimera lanzan un ataque raudo sobre las principales ciudades norteamericanas (el mismo plan que siguieron en su invasión sobre Europa), las cuales caen rápidamente. El ejército estadounidense prepara un perímetro defensivo en Idaho, evacuando a todos los ciudadanos a áreas de refugiados en el Medio Oeste.
Tras enterarse de que las quimeras planean atacar la base de Bryce Canyon, en Utah, Hale se traslada allí para rescatar al doctor Fiódor Malikov. Hale desobedece las órdenes de sus superiores, que lo conminaban a acudir a un centro de inhibición del virus quimera. En la base, Hale descubre que Daedalus fue una vez el soldado Jordan Shepherd, miembro de los Centinelas, y al que Malikov inoculó el ADN de las quimeras más puras. Shepherd sucumbió al virus y se transformó en un Ángel, tomando el mando sobre las quimeras.
Hale y su pelotón son enviados a Chicago, donde las quimeras están empezando a excavar una de sus torres, con la intención de que Malikov descubra cuál es la torre principal. Para sorpresa de Malikov, este descubre que la «torre principal» que conecta a todas las quimeras es, ni más ni menos, que el propio Daedalus. Los SRPA acuden entonces a Islandia, lugar donde está Daedalus, para acabar con él. Tratando de confrontar a Daedalus, Warner y Hawthorne son eliminados, mientras que Hale es fatalmente herido.
Después de seis semanas convaleciente, Malikov le informa a Hale de que el virus quimera ha avanzado demasiado en su organismo y que su estado es irreversible, concediéndole tres horas antes de sucumbir al virus. Capelli le dice a Hale que el perímetro no aguantó y que las quimeras penetraron por todo el Medio Oeste; los 3 millones de supervivientes fueron refugiados en Baton Rouge, pero advierte que su situación es desesperada. Dispuesto a aprovechar sus últimas horas de «vida», Hale acude junto a Capelli, el mayor Blake y un grupo de soldados a la flota quimera, que se concentra en Yucatán, con la intención de destruirla con una bomba nuclear. Tras infiltrarse en la flota, Hale y Capelli descubren que el mayor Blake y sus hombres han caído y que las quimeras controlan la bomba. Hale se enfrenta y elimina a Daedalus, mientras Capelli logra detonar la bomba. Tras escapar en una VTOL, la flota quimera es destruida a sus espaldas.
Ya en tierra, Capelli se percata de que Hale ha sucumbido definitivamente al virus, mientras observan una serie de planetas que se proyectan en el cielo. Tras despedirse de él, Capelli le dispara a Hale en la cabeza y acaba con su vida.

### Capítulos
| Capítulo 1/Prólogo - Hólar, Islandia - Trasladado en una VTOL, Hale conoce al mayor Richard Blake, comandante del SRPA, que lo acompaña a una base militar en Islandia. Al llegar, descubren que la base está bajo ataque de las quimeras. Hale y Blake avanzan por la base, descubriendo que el objetivo de las quimeras es liberar a Daedalus, una quimera que allí custodian. Blake lo libera con la esperanza de detener el ataque y después se marchan junto al doctor Fiódor Malikov ante la inminente caída de la base.                                                                                             |
| Capítulo 2 - San Francisco, California - Dos años después, Hale es integrado en los Centinelas con el grado de teniente. Hallándose en la base militar de San Francisco, en ese momento se produce un ataque masivo de las quimeras sobre las principales ciudades de Estados Unidos. |
| Capítulo 3 - Orick, California - La lucha contra las quimeras por el control de Estados Unidos continúa. Hale es enviado a la región de Orick, donde se están produciendo enfrentamientos entre las tropas estadounidenses y las quimeras. Posteriormente, los Centinelas se infiltran en una nave quimera, destruyéndola desde el interior. |
| Capítulo 4 - Twin Falls, Idaho - Ante la invasión quimera y la pérdida de las principales ciudades, los estadounidenses prepararon un perímetro defensivo en Idaho. Los Centinelas son desplegados allí, debido a que las quimeras se estaban aproximando a la zona. Activando una de las torres de defensa, consiguen abatir parte de la flota quimera que se dirigía al lugar. |
| Capítulo 5 - Bryce Canyon, Utah - Desobedeciendo las órdenes del mayor Blake, Hale decide acudir por su cuenta a rescatar al doctor Malikov, que está bajo ataque en la base de Bryce Canyon. Hale consigue infiltrarse en la base y rescatar a Malikov. Por boca de éste, descubre que Daedalus es el líder de las quimeras. Si bien cumple con éxito la misión, al estar demasiado tiempo sin recibir un inhibidor del virus, Hale corre el peligro de sucumbir al mismo. |
| Capítulo 6 - Chicago, Illinois - Hale, los Centinelas y Malikov son enviados a Chicago con la intención de llegar a la torre quimera y descubrir la ubicación de la torre principal. El ataque se ve obstaculizado por la aparición de una inmensa quimera que pone en aprietos la misión. Finalmente consiguen llegar a la torre, descubriendo Malikov que la torre que conecta a todas las demás entre sí no es otra que el propio Daedalus. |
| Capítulo 7 - Vuelta a Islandia - Pese a que eso suponga que sucumbirá al virus, Hale está decidido a acudir a Islandia para acabar con Daedalus. El ataque es dificultoso, pues las quimeras custodian fuertemente la zona. Los Centinelas persiguen a Daedalus hasta el interior de la torre, sin embargo, éste elimina a dos de ellos y deja a Hale muy malherido. |
| Capítulo 8 - Cocodrie, Luisiana - Si bien consigue salvar la vida, el estado de Hale es irreversible y sucumbirá al virus en pocas horas. Los Estados Unidos han caído ante el ataque quimera y la resistencia se concentra ahora en la zona de Baton Rouge. Junto a Capelli, el otro único superviviente de los Centinelas, ayuda a las tropas a rechazar el ataque de las quimeras. Después, junto al mayor Blake, orquesta un plan para destruir la flota quimera, que ahora se concentra en la península de Yucatán.                                                                                                   |
| Capítulo 9 - Chicxulub, México - Hale, Capelli y el mayor Blake pretenden infiltrarse en la flota quimera y detonar una bomba nuclear en su interior para destruirla. El plan es arriesgado y falla cuando Blake y sus hombres son eliminados y la bomba cae en posesión de las quimeras. Mientras tanto, Hale avanza en solitario por la nave persiguiendo a Daedalus, al cual se enfrenta. Hale consigue eliminarlo, pero al tocarlo, absorbe parte de sus poderes, adquiriendo habilidades de psicoquinesis. Por su parte, Capelli consigue detonar la bomba y ambos se marchan mientras la flota quimera es destruida. |
| Capítulo 10 - Epílogo - Después de amenizar la VTOL, Hale y Capelli observan cómo una serie de planetas son proyectados en el cielo, mientras Hale exclama: «Nos están llamando, qué preciosidad... esto es solo el comienzo». Consciente de que Hale ha sucumbido al virus, Capelli acaba con su vida disparándole en la cabeza. |

## Desarrollo
El juego fue anunciado oficialmente en el número de febrero de 2008 de la revista estadounidense Game Informer; Detallando las modalidades de campaña cooperativa de 8 jugadores, un modo competitivo en línea de hasta 60 jugadores. Se declaró que el juego sería lanzado aproximadamente en el otoño boreal del 2008.
Resistance 2 fue presentado en la conferencia E3 del 2008 por parte de Sony, con una demostración jugable en vivo de la batalla contra el leviatán.

## Recepción
Resistance 2 recibió "críticas generalmente favorables" según el sitio web de críticas y de evaluaciones Metacritic.
La revista oficial de PlayStation del Reino Unido dijo que el juego era, como les hubiera gustado, "más bonito y más disparos". IGN, en particular, elogió el videojuego por su campaña para un jugador y el modo multijugador en línea, así como la escala y el detalle del diseño del nivel, indicando que los jefes "te dejarían boquiabierto". Game Informer dijo que no era tan bueno como el original, "el movimiento más lento es notable" y "la falta de una estrategia de límite de rueda de armas", pero alabó los gráficos "absolutamente preciosos" y la variedad de modos multijugador. En Japón, Famitsu le dio una puntuación de tres ochos y un nueve para un total de 33 de 40.
411Mania le dio un puntaje de 9.1 sobre 10 y dijo que el videojuego "tiene mucho que ofrecer, y que los propietarios de PlayStation 3 con conexión a Internet no deberían dudar en elegirlo". Wired le dio un puntaje de nueve estrellas de cada diez y dijo: "Si bien le da a los jugadores esa experiencia FPS amplificada por excelencia, no está haciendo nada especialmente innovador o nuevo. Los tiroteos son intensos, el ritmo mantendrá Estás en el borde de tu asiento y bastantes escenas resultan absolutamente impresionantes, pero la fuerza principal del juego es la historia que une todo, y los modos multijugador que nos mantendrán entretenidos por bastante tiempo". El Club AV le di una B y dijo: "No se puede discutir con el robusto conjunto de características de Resistance 2. Pero el otrora relatable, protagonista Ragtag Nathan Hale se ha transformado en un genérico héroe de acción de mandíbula cuadrada, del tipo que ha sido sujeto de sátira desde 1991 con Duke Nukem. Claramente, Nathan no solo está luchando contra el virus Chimeran, sino que también está sufriendo un caso grave de John McClane-itis". Sin embargo, Variety le dio una revisión promedio, calificándola de "una secuela mejorada pero aún significativamente defectuosa de un decepcionante original del 2006. Los modos multijugador en línea masivos, profundos y accesibles atraerán a un grupo central de fanáticos, pero el miserable la campaña para un solo jugador deja a Resistance 2 más como una barca partida que el buque insignia que Sony necesita".
A pesar de los elogios generalizados de los críticos, algunos fanáticos no estaban tan entusiasmados con el videojuego, principalmente quejándose de los cambios y exclusiones innecesarios, así como un modo de campaña no tan atractivo, que también carecía de la aclamada cooperativa local. El administrador comunitario sénior James Stevenson de Insomniac dijo que el juego "fue un fracaso" para los seguidores incondicionales de la serie y admitió que los comentarios negativos de los jugadores habían pesado sobre él. Insomniac declaró que tomarían esto como una lección para el desarrollo de su secuela. El CEO de Insomniac, Ted Price, aceptó de manera similar que algunos de los cambios en la mecánica básica de la franquicia habían sorprendido a los jugadores y puede que no hayan sido algo bueno.
Resistance 2 vendió 598,000 unidades en América del Norte hasta 2008, 200,000 unidades en el Reino Unido, y 58,432 en Japón, que fueron unas 409,270 copias en todo el mundo en su semana de debut.

## Secuela
Resistance 3 se anunció oficialmente en la conferencia de prensa de Sony en la Gamescom 2010 el 17 de agosto de 2010, después de que se viera un aviso publicitario en Shreveport, Luisiana, casi un año antes. También se mostró un avance del videojuego durante la conferencia. Un tráiler con jugabilidad se mostró en el evento en la Spike Video Game Awards del año 2010 el 11 de diciembre de 2010. Resistance 3 fue lanzado el 6 de septiembre de 2011.